# Jacques-Noir
Pour les articles homonymes, voir Martineau.
Armand Geoffrit, dit Jacques-Noir (né en 1881 et mort en 1970), est un poète et écrivain français du XXe siècle, néoclassique et stoïcien, membre du Conseil de la Maison de la Poésie aux côtés d'Yves-Gérard Le Dantec, de Pierre Jalabert, de Vincent Muselli et de George-Day, puis président de la Maison de la Poésie.

## Vie et œuvre
Marqué par l'expérience de la Première Guerre mondiale (il avait 35 ans au moment de la mobilisation, 39 à la fin de la guerre), il fait partie de la Génération perdue, à laquelle il rend hommage dans Aux morts !, publié en 1918, et dans Aux poètes morts à la guerre, publié en 1936. Confronté aux troubles politiques des années 1930, puis à la Seconde Guerre mondiale, il continue à publier pendant l'entre-deux guerres et après la guerre. Primé deux fois, il reçoit le prix de poésie La Bourse Nationale de voyage littéraire pour son recueil Les heures profondes en 1926, puis le prix Artigue de l'Académie française pour son recueil Celle qui ne fut pas assez aimée en 1953
Du point de vue de l'histoire de la littérature, il appartient à la famille, ou à « l'école », aux contours relativement flous, des poètes conservateurs néoclassiques soucieux d'alléger le néoclassicisme, qui évoluent autour d'Henri Martineau dans la revue littéraire Le Divan.
Ses vers, de facture classique et romantique, prolongent et figent l'héritage baudelairien, symboliste et décadent dans une attitude de réaction à la limite du dandysme face aux (r)évolutions imprimées à la poésie par le Surréalisme. Sa poésie, intimiste et personnelle, prend alternativement un tour amoureux, religieux ou mystique. Les thèmes traités alternent au fil des poèmes : amour, poésie, solitude, Dieu ou la foule.
Robert Sabatier, qui traite de sa poésie dans son premier volume sur l'histoire de la poésie française au XXe siècle "Traditions et Évolution / Mouvances de la tradition", le classe dans le mouvement des Permanences et réactions classiques, et dit de lui : « S'il ne renouvelle guère les sujets et les formes, il cherche à rejoindre la grandeur dans des œuvres de rigueur malherbienne. »

## Morceaux choisis
Regarde-moi : j'ai déjà perdu tant d'années
À disperser mes pas sur d'incertains chemins
Qu'il me faut, à présent, retenir à deux mains
Les minutes par Dieu qui me seront données ;
 Regarde-moi.
(Tiré des Heures profondes)
Je compte sur mes doigts d'abord ! Assez longtemps.
Pour que mon cœur ne soit bientôt plus qu'une mesure !
Je me place à l'endroit secret de la nature
Où se surprend le Cœur du Monde ; et, là, j'attends !
(Poème Art poétique)
Seigneur, votre évidence brûle :
Dernier feu de mon crépuscule.
Je n'ai plus que votre scrupule ;
Je vais comme envahi de vous.
Toutes vos lumières m'inondent,
Vos voix, en tous lieux, me répondent ;
Le souffle qui conduit les mondes
Me jette, extase ! à vos genoux.
(Tiré des Divines Dictées)
Oh ! l'ombre, l'ombre, l'ombre !... Et cette solitude !
Saisons où vainement s'est usé mon désir,
Impossible bonheur dont j'ai pris l'habitude,
Tel ce soir qui se meurt, je me laisse mourir.